# 国鉄施設局の車蒸番号機関車
国鉄施設局の車蒸番号機関車（こくてつしせつきょくのしゃじょうばんごうきかんしゃ）では、1919年（大正8年）に開設された鉄道院建設局（1942年に鉄道省施設局と改称。最終的には日本国有鉄道施設局）で、建設用に使用された蒸気機関車について記述する。

## 概要
建設局で建設用に使用された機関車は、工作局（一般の鉄道）で使用された機関車とは別の体系を持っていた。これらの中には、工作局から移管されたものと建設局が独自に発注したものがあったが、これらは建設機械として扱われ、正式の鉄道車両ではなかった。ただし、工作局から移管されたものについては、鉄道車両としての番号と車籍も保持していた。
番号は工作局とは別立てで、ケ1、ケ2…という番号を付けたこともあったが、その後「整理番号XX」と変わり、施設局の時代には「車蒸XX」という番号に改められた。車蒸とは車両の「車」と蒸気の「蒸」を採ったものである。番号体系については、一貫した方針というものはなく、その都度場当たり的に順位制を採ったと思われ、番号に法則性はみられない。また、中には「ケ番号」も「車蒸番号」も与えられなかったものも存在し、建設用機関車の全貌を把握するのは困難である。
車蒸番号が与えられた機関車は、全部で84両（車蒸1 - 車蒸84）が存在し、その状況は次節のとおりである。最後の1両が用途廃止となったのは、1958年（昭和33年）のことであった。

## 一覧
- 車蒸1 - 車蒸3 : 1919年、雨宮製作所製。車軸配置0-4-0(B)の6トン級タンク機。工作局番号ケ105、ケ104、ケ103。
- 車蒸4 : 1919年、ポーター製。車軸配置0-6-0(C)の7トン機。旧建設局ケ2。
- 車蒸5 : 1920年、深川造船所製。車軸配置0-6-0(C)の6トン機。工作局番号ケ152。
- 車蒸6 - 車蒸10 : 1922年、雨宮製作所製。車軸配置0-6-0(C)の8トン級タンク機。工作局番号ケ163、ケ160、ケ167、ケ161、ケ164。
- 車蒸11 : 1922年、深川造船所製。車軸配置0-6-0(C)の16トン級タンク機。工作局番号ケ211。
- 車蒸12 : 1912年、コッペル製。車軸配置0-6-0(C)の15トン級タンク機。工作局番号ケ200。
- 車蒸13, 車蒸14 : 1919年、雨宮製作所製。車軸配置0-6-0(C)の6トン級タンク機。工作局番号ケ100、ケ101。車蒸1と同形。
- 車蒸15 : 1919年、ポーター製。車軸配置0-6-0(C)の7トン級タンク機。旧建設局ケ1。車蒸4と同形。
- 車蒸16 : 1912年、コッペル製。車軸配置0-6-0(C)の15トン級タンク機。工作局番号ケ201。車蒸12と同形。
- 車蒸17 : 1922年、雨宮製作所製。車軸配置0-6-0(C)の8トン級タンク機。工作局番号ケ166。車蒸6と同形。
- 車蒸18 : 1919年、深川造船所製。車軸配置0-6-0(C)の6トン級タンク機。工作局番号ケ151。車蒸5と同形。
- 車蒸19 : 1922年、深川造船所製。車軸配置0-6-0(C)の16トン級タンク機。工作局番号ケ212。車蒸11と同形。
- 車蒸20, 車蒸21 : 1922年、雨宮製作所製。車軸配置0-6-0(C)の8トン級タンク機。工作局番号ケ168、ケ169。車蒸6と同形。
- 車蒸22 : 1920年、深川造船所製。車軸配置0-6-0(C)の6トン級タンク機。工作局番号ケ153。車蒸5と同形。
- 車蒸23 : 1922年、雨宮製作所製。車軸配置0-6-0(C)の8トン級タンク機。工作局番号ケ165。車蒸6と同形。
- 車蒸24 : 1919年、深川造船所製。車軸配置0-6-0(C)の6トン級タンク機。工作局番号ケ150。車蒸5と同形。
- 車蒸25 : 1919年、雨宮製作所製。車軸配置0-6-0(C)の6トン級タンク機。工作局番号ケ102。車蒸1と同形。
- 車蒸26 : 1922年、雨宮製作所製。車軸配置0-6-0(C)の8トン級タンク機。工作局番号ケ162。車蒸6と同形。
- 車蒸27 - 車蒸40 : 1923年、深川造船所製。車軸配置0-6-0(C)の10トン級タンク機。工作局番号ケ171、ケ170、ケ172 - ケ183。
- 車蒸41 : 1923年、深川造船所製。車軸配置0-6-0(C)の16トン級タンク機。工作局番号ケ214。車蒸11と同形。
- 車蒸42 : 1925年、雨宮製作所製。車軸配置0-4-0(B)の4トン級タンク機。旧建設局ケ3。
- 車蒸43, 車蒸44 : 1928年、雨宮製作所製。車軸配置0-4-0(B)の3トン級タンク機。
- 車蒸45 : 1923年、深川造船所製。車軸配置0-6-0(C)の10トン級タンク機。工作局番号ケ184。車蒸27と同形。
- 車蒸46, 車蒸47 : 1922年・1923年、深川造船所製。車軸配置0-6-0(C)の16トン級タンク機。工作局番号ケ210、ケ213。車蒸11と同形。
- 車蒸48 : 1923年、深川造船所製。車軸配置0-6-0(C)の10トン級タンク機。工作局番号ケ185。車蒸27と同形。
- 車蒸49, 車蒸50 : 1922年、深川造船所製。車軸配置0-6-0(C)の6トン級タンク機。工作局番号ケ105、ケ106。
- 車蒸51, 車蒸52 : 1943年、立山重工業製。車軸配置0-6-0(C)の10トン級タンク機。
- 車蒸53 : 1946年、協三工業製。車軸配置0-4-0(B)の8トン級タンク機。
- 車蒸54, 車蒸55 : 1943年、日本機械車両工業製。車軸配置0-4-0(B)の6トン級タンク機。
- 車蒸56 - 車蒸61 : 1946年・1947年、協三工業製。車軸配置0-4-0(B)の8トン級タンク機。車蒸53と同形。
- 車蒸62 : 1943年、日本機械工業製。日国工業改造。車軸配置0-4-0(B)の6トン級タンク機。旧施設局209。車蒸54と同形。
- 車蒸63 : 1943年、菊地製作所製。車軸配置0-4-0(B)の7トン級タンク機。旧施設局208。
- 車蒸64, 車蒸65 : 1946年、市川重工業製。車軸配置0-4-0(B)の8トン級タンク機。旧施設局202, 201。
- 車蒸66 : 1947年、八島製作所製。車軸配置0-4-0(B)の8トン級タンク機。
- 車蒸67 - 車蒸76 : 1947年、協三工業製。車軸配置0-4-0(B)の8トン級タンク機。車蒸53と同形。
- 車蒸77 - 車蒸81 : 1947年、立山重工業製。車軸配置0-4-0(B)の8トン級タンク機。
- 車蒸82, 車蒸83 : 1922年・1923年、雨宮製作所製。車軸配置0-4-2(B1)の10トン級タンク機。工作局番号ケ700、ケ701。
- 車蒸84 : 1913年、コッペル製。車軸配置0-4-0(B)の10トン級タンク機。工作局番号ケ92。

## 形式各説
本節では、「ケ番号」を持たない建設局（施設局）発注の機関車について詳説する。工作局が発注した「ケ番号」機関車については、それぞれの項目を参照されたい。

### 車蒸4, 車蒸15
1919年（大正8年）、アメリカのH.K.ポーター製で、製造番号は6241, 6242である。車軸配置は0-6-0(C)、軌間は762mm、動輪直径は508mm、運転整備重量は7.0トン、シリンダ直径および行程は152mm×254mm、弁装置はスチーブンソン式アメリカ形、固定軸距は813mm+660mmであった。製造番号6242は建設局ではケ1と称していた。製造番号6241については定かでないが、ケ2と称したものと推定される。

### 車蒸42
1925年（大正14年）、雨宮製作所製（製造番号不明）である。車軸配置は0-4-0(B)、軌間は762mm、動輪直径は508mm、運転整備重量は3.5トン、シリンダ直径および行程は114mm×254mm、弁装置はスチーブンソン式アメリカ形、固定軸距は1,067mmであった。建設局ではケ3と称していたようである。

### 車蒸43, 車蒸44
1928年（昭和3年）、雨宮製作所製の製造番号365, 366である。車軸配置は0-4-0(B)、軌間は762mm、動輪直径は381mm、運転整備重量は3.5トン、シリンダ直径および行程は114mm×171mm、弁装置はマックス・オーレンシュタイン式、固定軸距は914mm、火格子面積0.15m2であった。出力は10HPに満たないと思われ、日本では最小クラスの機関車であった。晩年は横須賀線横須賀 - 久里浜間の建設に使用され、1946年には久里浜駅構内に放置してあったのが確認されている。

### 車蒸51, 車蒸52
1943年（昭和18年）、立山重工業製（製造番号不明）である。車軸配置は0-6-0(C)、軌間は762mm、動輪直径は660mm、運転整備重量は10.0トン、シリンダ直径および行程は210mm×310mm、使用圧力は13.0kg/cm2、火格子面積は0.46m2、伝熱面積は21.46m2、弁装置はワルシャート式、固定軸距は1,640mm、水槽容量は1.44m3、シリンダ引張力2,290kg、ブレーキ装置は手ブレーキおよび蒸気ブレーキであった。2両のうち、車蒸52は1,067mm軌間に改軌され、門司建築工事区で使用された。また、同機には車蒸番号のほかに「形式ケ220」と書かれたプレートが取り付けられていたが、ケ220形といわれた理由は不明である。
両機は、渡辺肇の調査によれば、赤穂鉄道が発注したことになっているが、同鉄道に入線した形跡はない。ただ、同鉄道は1942年に同形機を導入しており、それとの関係が疑われる。社内形式は、いずれも丁C 10であった。

### 車蒸53, 車蒸56 - 車蒸61, 車蒸67 - 車蒸76
1946年（昭和21年）および1947年（昭和22年）に、協三工業で製造された、車軸配置0-4-0(B)、25 - 30HPクラスのタンク機関車である。車蒸53, 車蒸56 - 61の7両は610mm軌間、車蒸67 - 車蒸76の10両は762mm軌間である。前者については、1946年に8両、1947年に2両が製造されているが、車蒸番号を与えられたのは7両のみである。製造番号は、8003, 8006 - 8009, 8019, 8020, 8027, 8041, 8042のうちのいずれであるが、対照は不明である。後者については、車蒸69, 車蒸71 - 車蒸73が1946年製、車蒸68 - 車蒸70, 車蒸74 - 車蒸76が1947年製で、製造番号は8037, 8040, 8031, 8036, 8030, 8028, 8029, 8038, 8039, 8035である。軌間762mmのもののうち一部は、軌間1,067mmに改造されている。
主要諸元については、全長5,220mm、全高2,430mm、動輪直径560mm、固定軸距1,220mm、シリンダ（直径×行程）180mm×260mm、火格子面積0.42m2、伝熱面積11.21m2、運転整備重量8.2トン（610mm軌間）、8.3トン（762mm軌間）、弁装置はワルシャート式である。
車蒸74は、下関工事局所属時に、1,067mm軌間への改軌とともに台枠を上方に520mm嵩上げし、非常に腰の高い奇妙な形態となったのが、1951年に確認されている。他に同様の改造を行ったものがあったかは不明である。この時点で、同機には「下備-3」とペンキ書きされていた。

### 車蒸54, 車蒸55, 車蒸62
1943年、日本機械車両工業製の車軸配置0-4-0(B)、20HP級のタンク機関車である。軌間は、車蒸54, 車蒸62が762mm、車蒸55が610mmである。車蒸62は、海軍施設部に納入したものであったが、戦後、日国工業が更新修繕のうえ、国鉄施設局に納入したもので、記録上は日国工業製とされている。同機は施設局では209と称した。
主要諸元は、全長4,220mm、全高2,355mm、動輪直径490mm、シリンダ（直径×行程）150mm×260mm、運転整備重量5.5トン（車蒸54, 車蒸55）、6.0トン（車蒸62）、弁装置はワルシャート式である。

### 車蒸63
菊地造船所製の車軸配置0-4-0(B)、20HP級のタンク機関車である。製造年は1943年と推定されている。施設局では、208と称した。主要諸元は、全長4,613mm、全高2,450mm、全幅1,524mm、軌間762mm、シリンダ（直径×行程）152mm×254mm、動輪直径510mm、固定軸距1,200mm、火格子面積0.33m2、伝熱面積5.88m2、運転整備重量7.0トン（公称6.0トン）である。
1950年頃には、本川越駅構内に留置されていた。

### 車蒸64, 車蒸65
1946年、市川重工業（日本機械車両工業の後身）製の車軸配置0-4-0(B)、40HP級タンク機関車である。施設局では、202, 201と称した。主要諸元は、軌間762mm、シリンダ（直径×行程）190mm×300mm、動輪直径610mm、固定軸距1,200mm、運転整備重量8.0トン、弁装置はワルシャート式である。

### 車蒸66
1947年、八島製作所製の車軸配置0-4-0(B)、35-40HP級ウェルタンク機関車である。製造番号は149。主要諸元は、軌間762mm、シリンダ（直径×行程）190mm×275mm、動輪直径600mm、固定軸距1,200mm、弁装置はワルシャート式である。

### 車蒸77 - 車蒸81
1947年、立山重工業製の車軸配置0-4-0(B)、40HP級タンク機関車である。戦時設計で、社内形式は丁B 8。5両が製造され、製造番号は8005, 8003, 8004, 8001, 8002である。
主要諸元は、軌間762mm、シリンダ（直径×行程）190mm×300mm、動輪直径610mm、固定軸距1,220mm、使用圧力13kg/cm2、火格子面積0.37m2、伝熱面積12.1m2、運転整備重量8.0トン、弁装置はワルシャート式である。

## 無番号の機関車
上記の車蒸番号機関車のほか、無番号のものが2両、1946年の久里浜駅構内に留置（放置）されていたのが、金田茂裕によって確認されている。確証はないものの、施設局が調達したものと思われる。1両は八島製作所、もう1両はバルカン・アイアン・ワークス製（推定）である。

### 八島製作所製無番号
1943年、八島製作所製の車軸配置0-4-0(B)、25-30HP級のウェルタンク機関車である。製造番号は139。全長4,330mm、全高2,430mm、動輪直径550mm、固定軸距1,200mm、運転整備重量6.0トンで、弁装置はワルシャート式である。

### バルカン・アイアン・ワークス製無番号
これも、1946年に久里浜駅で確認された車軸配置0-4-0(B)、10-15HP級タンク機関車である。現車の銘板等、出自を表すものは失われていたが、形態の特徴からバルカン・アイアン・ワークス製（製造番号3036?）と推定されている。全長3,829mm、全高2,413mm、動輪直径508mm、固定軸距914mm、シリンダ（直径×行程）127mm×254mm。